# Universitas Terbuka
Universitas Terbuka är ett universitet i Indonesien.   Det ligger i provinsen Jawa Barat, i den västra delen av landet, 17 km sydväst om huvudstaden Jakarta.